# Couvent des Ursulines (La Nouvelle-Orléans)
Pour les articles homonymes, voir Couvent des Ursulines.
L'ancien couvent des Ursulines est l'un des trois couvents construits dans la ville de La Nouvelle-Orléans pour cet ordre religieux. Il est classé National Historic Landmark (« site historique national ») depuis le 9 octobre 1960.

## Création
En 1726, des ursulines du couvent de Rouen dont Marie-Madeleine Hachardse rendent à La Nouvelle-Orléans pour y fonder un couvent, diriger un hôpital et se charger de l'éducation des jeunes filles. Elles sont appuyées dans leurs démarches par le gouverneur Étienne de Perier.

## Premier édifice

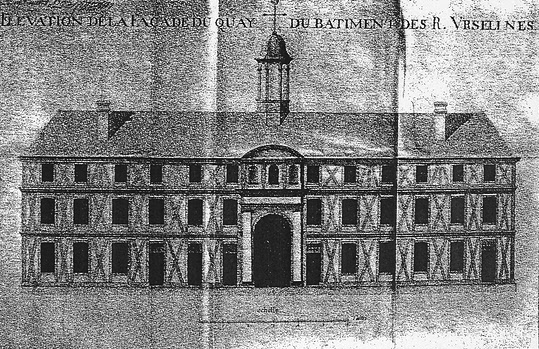
Premier édifice, bâti en 1727. Gravure de 1733.

Le premier édifice est construit pour les religieuses de La Nouvelle-Orléans en 1727 lorsque les religieuses arrivèrent à La Nouvelle-Orléans. Michael Zeringue en est le constructeur. Catherine de Perier, épouse du gouverneur Étienne de Perier, en pose la première pierre.

## Deuxième édifice
En 1745, des plans pour un nouveau couvent sont réalisés. Le projet, conçu par Ignace François Broutin, prévoit un bâtiment de briques protégé par un bousillage (sorte de torchis couramment utilisé dans les constructions coloniales de Nouvelle-France). Le contracteur est Claude Joseph Villars Dubreuil, contracteur pour le Roi. Sa femme, Marie Payen de Noyan, est la sœur de Jean-Baptiste Le Moyne de Bienville. La construction est terminée en 1751. Il est probable qu'Alexandre de Batz ait aussi participé au dessin de la bâtisse car il reçoit des paiements pour son travail sur le nouvel édifice. La nouvelle bâtisse est érigée à côté de l'ancienne.

## Troisième édifice
En 1824, les religieuses quittent le couvent pour un bâtiment plus grand dans le 9e arrondissement de la ville. L'ancien couvent devient alors résidence de l'évêque, et siège de l'évêché de la Nouvelle-Orléans. Après 1899, il sert de bureau et de presbytère pour l'Église Sainte-Marie. 